# Битва у Плам Пойнт
Битва у Плам Пойнт (10 мая 1862) — сражение гражданской войны в США, произошедшее на реке Миссисипи в районе города Мемфис.

## Предыстория
Действия речной флотилии северян под командованием Фаррагута зимой 1861—1862 годов позволили им взять под контроль реку Камберленд и выйти в Миссисипи. После того, как Фаррагут был вынужден уйти по состоянию здоровья, его преемник попытался атаковать Мемфис.

## Ход событий
С севера подходы к Мемфису со стороны Миссисипи защищал форт Пиллоу, расположенный на восточном берегу реки. Заняв позиции прямо перед этим фортом, суда Восточной флотилии юнионистов начали обстреливать его разрывными снарядами по навесной траектории. Однако прямо в процессе бомбардировки подошла флотилия Речной обороны конфедератов, состоявшая из таранных пароходов, и таранными ударами потопила броненосцы «Маунд Сити» и «Цинциннати»; другие суда юнионистов получили серьёзные повреждения.

## Итоги и последствия
Несмотря на то, что оба затонувших корабля были впоследствии подняты и введены в строй, поражение заставило помощника секретаря Густавуса Фокса заявить, что ещё одна неудача Союза такого масштаба вынудить Халлека отступить, и «мы потеряем Сент-Луис, Кайро и вообще всё». По приказу военного секретаря Стентона на Миссисипи была создана таранная флотилия, которой командовал сухопутный офицер бригадный генерал Чарльз Эллет; она не подчинялась Западной флотилии, которой командовал капитан Дэвис.